# Casa dos Carvalhos
A Casa dos Carvalhos é um edifício do século XIX, localizado no município de Salvador, no estado brasileiro da Bahia. É tombada pelo Instituto do Patrimônio Histórico e Artístico Nacional (IPHAN) desde 1980.
O imóvel de estilo eclético, apresenta em sua arquitetura similaridades com o estilo "chalet", mesclando com decoração renascentista, materiais de ferro fundido em sua estrutura e coberta por um telhado de duas águas. É um edifício com três andares, dois pavimentos e um sótão, além de um porão. Em seu pavimento térreo estão amplos salões que se comunicam entre si e dão acesso à varandas laterais, distinguindo-se da distribuição de cômodos comum à época colonial. O piso superior possui corredor central com os quartos em suas laterais. A área destinada à serviços encontra-se ao fundos, separado da edificação principal.